# Les Tours de Minuit
Les Tours de Minuit (titre original : Towers of Midnight) est le treizième volume de la série La Roue du temps de l'écrivain américain Robert Jordan. Le décès en 2007 de l'auteur l'a laissé inachevé. Sa femme, Harriet McDougal, et son éditeur ont choisi Brandon Sanderson pour poursuivre son œuvre.
La version originale américaine a été publiée le 2 novembre 2010 par Tor Books aux États-Unis et par Orbit au Royaume-Uni.
Ce livre est resté inédit en français pendant douze ans. Bragelonne a annoncé en 2011 avoir repris les droits pour publier l’œuvre selon la tomaison originale et avec une nouvelle traduction. L'éditeur a publié le premier volume, L'Œil du monde, en 2012. Les Tours de Minuit est paru le 1er juin 2022.

## Écriture et publication
L'auteur a annoncé en 2006 être atteint d'une maladie rare qui réduirait son espérance de vie à une moyenne de quatre ans,. La série devait se finir en un seul volume titré A Memory of Light, sa mort en 2007 l'a laissé inachevé. Cependant sa femme a annoncé qu'il avait laissé suffisamment de notes et d'informations sur la fin de l'histoire pour permettre sa publication. Brandon Sanderson a été choisi pour le terminer. La longueur du livre décida l'éditeur à le découper en trois volumes : La Tempête imminente, Les Tours de Minuit et Un souvenir de lumière.

## Résumé

### Rand al'Thor
Fraîchement sorti de son épiphanie salvatrice sur les pentes du Pic du Dragon, Rand al'Thor se rend dans le monde pour combattre le contact du Ténébreux, son attitude positive réparant les torts que l'Ombre avait perpétré. À la grande surprise de toutes les personnes impliquées, il s'embarque ensuite vers la Tour Blanche pour faire une annonce étonnante à Egwene al'Vere, la Chaire d'Amyrlin : il a l'intention de briser les sceaux restants de la prison du Ténébreux afin d'ériger un remplaçant plus permanent. Incapable de le convaincre des dangers, elle concède le rencontrer dans un mois aux Champs de Merrilor à sa demande. Désespérée de retarder ce qu'elle ne pouvait que croire être la fin du monde, Egwene accélère un plan visant à unir les nations du monde dans l'espoir d'arrêter l'apparente folie du Dragon.
Après avoir expulsé deux Suppôts des Ténèbres au sein de ses propres rangs de Tear, il voyage avec Min Farshaw jusqu'au port de Bandar Eban, qu'il avait abandonné à la famine et à la décadence. Son comportement et son influence se sont éclairés, il a rapidement remis la ville sur pied, nourrissant les affamés et relevant les opprimés. Il se dirige ensuite vers le nord jusqu'à la forteresse assiégée de Maradon, la ville principale de Saldaea, saisie par d'innombrables créatures des ténèbres descendants de la Flétrissure. Bien que courageusement combattues par les forces commandées par le général Rodel Ituralde, les forces de la Lumière sont désespérément submergées, la ville au bord de la destruction. Enragé par le sort des hommes qu'il avait presque envoyés à la mort, Rand se place à l'avant-garde et repousse à lui seul la horde de milliers de monstres avec une quantité inimaginable de Pouvoir. Malheureusement, il est incapable d'aider les nations de Kandor et d'Arafel qui seront submergées.
Il se prépare ensuite à parlementer avec les forces des nations rassemblées dans les Champs de Merrilor, à proximité de la frontière de la Flétrissure, et de l'avènement de Tarmon Gai'don. A la fin du livre, alors qu'il dort aux Champs de Merrilor, la veille des pourparlers, Rand entend dans un rêve le cri d'une femme qu'il ne reconnaît pas. Son visage est différent mais il sait qu'il s'agit de Mierin Eronaile, également connue sous le nom de Lanfear. Elle le supplie de l'aider à échapper à la torture mais le mur s'effondre et elle sombre dans l'obscurité.

### Perrin Aybara et Egwene al'Vere
En traversant le Ghealdan, Perrin Aybara et ses partisans rencontrent les Fils de la Lumière, dont Jaret Byar et Dain Bornhald, qui accusent Perrin (à juste titre) d'avoir tué deux de leurs collègues. Lorsque Galad Damodred découvre sa belle-mère Morgase Trakand parmi les réfugiés, Galad et Perrin acceptent un procès avec Morgase comme juge selon la loi d'Andor. Perrin révèle sa capacité à parler avec les loups et revendique pour sa défense le fait que les deux hommes ont tué ses amis loups; mais Morgase juge Perrin coupable de « meurtre illégal » en vertu d'une ancienne loi régissant les mercenaires. Perrin accepte de respecter le jugement de Galad après Tarmon Gai'don ; mais Galad ne prononce pas immédiatement la sentence.
Faile Bashere et Berelain Paendrag s'arrange pour faire diminuer les rumeurs d'infidélité de Perrin. Le Nae'blis Moridin envoie Graendal tuer Perrin, en lui donnant un ter'angreal appelé Pointe de rêve, l'un des deux qu'il possède, qui entrave à la fois les voyages et les mouvements dans le monde réel, ainsi que le service de son serviteur Isam. Graendal ordonne à Isam de planter l'appareil afin que les Asha'man Jur Grady et Fager Neald de Perrin ne puissent pas créer de portail, lui permettant de détruire les forces de Perrin avec une armée de Trollocs. Perrin entre dans le monde des rêves pour l'enlever, mais est attaqué par Isam. Malgré une supériorité numérique grâce à l'aide des loups, la maîtrise d'Isam du monde des rêves lui permet de tuer facilement plusieurs loups. Ne voulant pas que quelqu'un d'autre soit blessé, Perrin prend la Pointe de rêve et attire Isam ver Tar Valon.
Egwene al'Vere complote pour retrouver Mesaana, tout en s'occupant également d'une série de meurtres d'Aes Sedai, mais refuse de lier Gawyn Trakand en tant que champion en raison de sa désobéissance, spécifiquement lorsqu'il affronte un intrus à l'extérieur des appartements d'Egwene, en déclenchant les protections qu'elle avait placées contre Mesaana. Gawyn, lors d'une visite à Elayne à Caemlyn, apprend que les meurtres sont l'oeuvre des Couteaux de Sang, des assassins seanchanien. Egwene organise une réunion dans le Hall de la Tour de Tel'aran'rhiod avec l'objectif caché d'attirer Mesaana dans un piège tout en assistant à une autre réunion secrète d'Aes Sedai, de matriarches aiels et de Régentes des Vents, pour discuter d'une coopération dans le futur avec ces trois cultures. Cependant, plutôt que de simplement espionner la salle comme prévu, Mesaana et l'Ajah noir attaquent immédiatement, provoquant une bataille, au moment même où Perrin arrive avec sa Pointe de rêve, empêchant Mesaana de s'échapper. Mesaana tente de retenir Egwene avec un a'dam ; mais la maîtrise d'Egwene du Tel'aran'rhiod lui permet de briser l'esprit de Mesaana. Pendant ce combat dans les rêves, Gawyn est revenu à Tar Valon et sauve Egwene de trois Couteaux de Sang. A son réveil, Egwene décide de lier Gawyn et de l'épouser.
Sur le terrain de la Tour, Sauteur et Perrin combattent Isam, et Isam tue Sauteur, mettant fin à jamais à toute chance de renaissance du loup. Perrin détruit la Pointe de rêve en le laissant tomber dans un cauchemar qui a pris la forme d'un volcan. Perrin échappe à Isam en retournant dans le monde réel. Perrin veut se changer les idées en forgeant un marteau de guerre, et Neald redécouvre un talent pour créer une arme forgée par le pouvoir. Ce marteau sera baptisé Mah'alleinir, "celui qui saute" dans la Vieille Langue. Pendant ce temps, les Fils de la Lumière de Galad ignorent qu'ils sont sur le point de tomber dans une embuscade tendue par l'armée de Trolloc destinée à Perrin. L'armée de Perrin attaque en premier, détruisant les Trollocs et sauvant les Fils. Galad impose une peine légère aux crimes de Perrin : il doit verser une compensation financière aux familles des deux hommes tués et il doit combattre dans la Dernière Bataille. Jaret Byar tente de tuer Perrin, mais Byar est tué par Dain Bornhald, qui ne croit plus que Perrin a tué son père Geofram. Galad accepte la proposition de Perrin de rejoindre les forces de Perrin et jure de rester sous le commandement de Perrin jusqu'à la fin de la dernière bataille.
La main du Ténébreux, Shaidar Haran, blâme Graendal pour la mort de trois Rejetés, (Mesaana, Aran'gar/Halima, mais aussi Asmodean) et décide de la punir en la défigurant et la renommant Hesalam.

### Mat Cauthon et Elayne Trakand
Mat Cauthon rencontre la reine andorane Elayne Trakand à Caemlyn pour discuter de la construction de dragons d'artillerie selon les spécifications de l'Illuminatrice Aludra. Ils négocient pour savoir qui gardera combien de dragons, et Mat accepte de laisser Elayne emprunter le ter'angreal à tête de renard, pouvant bloquer le Pouvoir Unique, afin qu'elle puisse tenter d'en faire des copies.
Elayne utilise un Angreal pour tisser un déguisement, dans le but de se faire passer pour l'un des Rejetés. Elle interroge l'une de ses prisonnière, Chesmal Emry, l'Aes Sedai jaune de l'Ajah noir, mais elle est exposée après l'arrivée des sœurs noires Eldrith et Temaile, ainsi que du secrétaire du chef de la maison Caeren, Sylvase. Elle utilise le ter'angreal de Mat et une copie qu'elle en a faite pour les vaincre, mais après une apparition surprise de son ancien chef de garde et Suppôts des Ténêbres, Doilen Mellar, elle perd les deux médaillons. En désespoir de cause, elle utilise le Pouvoir de l'Unique pour faire effondrer le toit et récupère le ter'angreal original, mais Mellar s'échappe avec une copie.
Mat et Talmanes attirent le gholam dans un piège : après avoir combattu la créature dans un bâtiment en feu, Mat la blesse avec les copies de son propre médaillon et la force à entrer dans un portail où il est pousse dans un vide sans fin, voué à tomber pour toujours.
Lorsque Perrin et son groupe arrivent, Morgase convainc Elayne de laisser Perrin administrer les Deux Rivières sous la domination andorane. Elayne utilise les dragons et une promesse de domaines à Andor pour les nobles de Cairhienin, pour convaincre les Cairhienen de faire d'elle la reine de Cairhien, unissant ainsi les royaumes d'Andor et de Cairhien.
Mat, Thom Merrilin et Noal entrent dans la Tour de Ghenjei pour libérer Moiraine Damodred, considérée morte par tout le monde depuis qu'elle est tombée dans un portail ter'angreal alors qu'elle combattait Lanfear. Guidés par la chance de Mat à travers un labyrinthe multi-dimensionnel, les 3 conjurent les Eelfinn avec le feu, la musique et des armes de fer. Après l'avoir trouvée, Mat conclut un marché avec les Eelfinn pour un passage sûr à l'extérieur, leur offrant « La moitié de la lumière du monde », son œil gauche arraché sans pitié de son orbite. Bien qu'ils commencent à partir, les Aelfinn, semblable aux serpents, les poursuit, Mat les ayant exclus du marché préalable. Noal, se révélant être le héros populaire Jain l'Explorateur, propose de rester sur place et de donner aux autres le temps de s'échapper. Poussé dans une impasse, l'espoir semble mort, jusqu'à ce que Mat se rende compte que sa lance Ashandarei est la clé pour sortir en toute sécurité de la Tour. En sécurité à l'extérieur, Moiraine se réveille pour se révéler gravement affaiblie dans le Pouvoir de l'Unique en raison de sa capture (malgré la possession de son puissant angreal) et être amoureuse de Thom, qui lui rend volontiers la pareille. Alors qu'ils partagent des nouvelles du monde avec elle, ils se préparent à retrouver Rand avant le début de la dernière bataille.

### Aviendha
Enfin autorisée à entreprendre le test final pour devenir une matriarche, Aviendha voyage à travers les déserts des Aiel, se dirigeant vers l'ancienne ville de Rhuidean. Au cours de son périple, une Aiel errante nommée Nakomi lui rend visite et lui demande de partager son feu ; après avoir entamé une conversation anodine, la mystérieuse femme fait réfléchir Aviendha sur le sujet du sort des Aiels, une fois que leur refus envers le Dragon a été satisfait. La question rend Aviendha perplexe et l'inquiète, car il semble que les Aiel pourraient perdre leur but et leur sens une fois l'Ultime Bataille terminée. Après être arrivée à Rhuidean et elle se remémore son premier passage à travers les colonnes de cristal, en vivant une histoire complète de la « honte » des Aiel, vue à travers les yeux de son ancêtre, elle tente d'en apprendre davantage sur le ter'angreal. En les touchant, cela révèle par inadvertance à Aviendha ce que pourrait être l'avenir des Aiel, où ses propres descendants entament une chaîne d'événements qui permettraient aux seanchanien de s'emparer des terres humides, de pousser les Aiel à se cacher et devenir des pathétiques charognards, toutes connaissances de ji'e'toh abandonné et finalement conduit à l'extinction. Face à cette éventualité écrasante, Aviendha quitte Rhuidean pour retrouver Rand, désespéré d'avoir une chance de redresser ce sombre avenir.

### La Tour Noire
Mazrim Taim, qui dirige la tour noire d’une main de fer avec Logain, est absent de la Tour Noire depuis un certain temps. Plusieurs des Aes Sedai qui se sont rendus à la tour initialement envoyés par le chef de l'Ajah Rouge Pevara, ont reçu la permission de lier certains des soldats et des Dévoués. L'intégralité de la Tour est gardée, les entrées et sorties sont strictement surveillées, et le comportement de nombreux Aes Sedai et Asha'man a changé de manière significative et inquiétante, certains des détracteurs les plus ardents de Taim semblent se contenter de chanter ses louanges et se comporter comme s'ils étaient une vaine imitation d'eux-mêmes. Tous les portails échouent, confinant ceux qui se trouvent dans l'enceinte de la Tour à la surveillance de Taim et de ses fidèles. Un petit groupe de soldats et de Dédiés, dont Androl Genhald, Emarin, Jonneth et Canler, n'ont pas obtenu l'emblème du Dragon même si leurs compétences le justifient, et prennent note de l'obscurité qui semble s'emparer de la Tour et de ses habitants. Ils tentent désespérément de glaner les intentions de Taim tout en gérant leur propre évasion vers Logain et le Dragon réincarné.